# Mirnyj (sloop-of-war)
La Mirny è stata uno sloop-of-war della Marina Imperiale Russa da 20 cannoni. Era la seconda delle due navi che componevano la Prima Spedizione Antartica Russa guidata da Fabian Gottlieb von Bellingshausen, la seconda essendo lo sloop Vostok da 16 cannoni. Armata con tre alberi a vele quadre, era dotata di 6 carronate da 120 mm e 14 cannoni da 76 mm.

## Storia

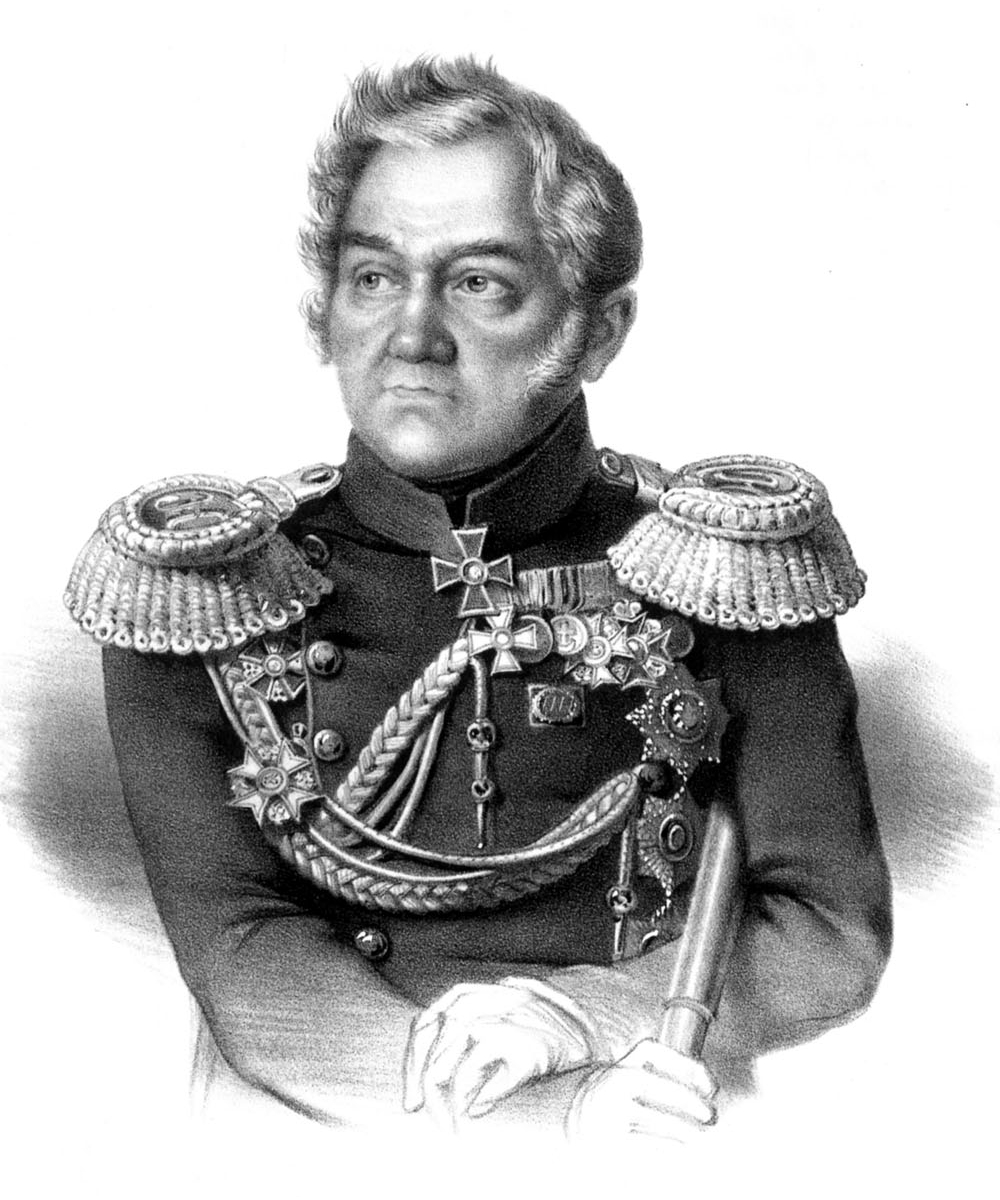
Mikhail Lazarev, capitano della Mirny.

La nave venne impostata come Ladoga, ma essendo sorta la necessità di una nave per l'esplorazione antartica, venne riprogettata sotto la supervisione del suo futuro capitano Mikhail Lazarev e ribattezzata Mirny, pacifica. Durante il viaggio di esplorazione partito  da Kronstadt il 14 luglio (3 luglio per il calendario russo dell'epoca)1819 effettuò una volta la circumnavigazione del globo, due volte la circumnavigazione dell'Antartide e la scoperta di varie isole nei mari del sud e del Pacifico.  il 22 gennaio (10 gennaio per il calendario russo) 1821 le due navi raggiunsero il punto più meridionale del viaggio a 69° 53' S e 92° 19' O. Le navi rientrarono a Kronstadt il 5 agosto (24 luglio per il calendario russo) 1821.